# 宋乐伟
宋乐伟（1969年10月—），男，汉族，山东潍坊人。中华人民共和国政治人物，研究生学历，博士学位。1992年11月加入中国共产党，1993年8月参加工作。曾任江苏省应急管理厅厅长。现任中共徐州市委书记。